# Historic X-Over
Historic X-Over es un evento anual de lucha libre profesional producido conjuntamente por las empresas New Japan Pro-Wrestling (NJPW) y World Wonder Ring Stardom.

## Producción

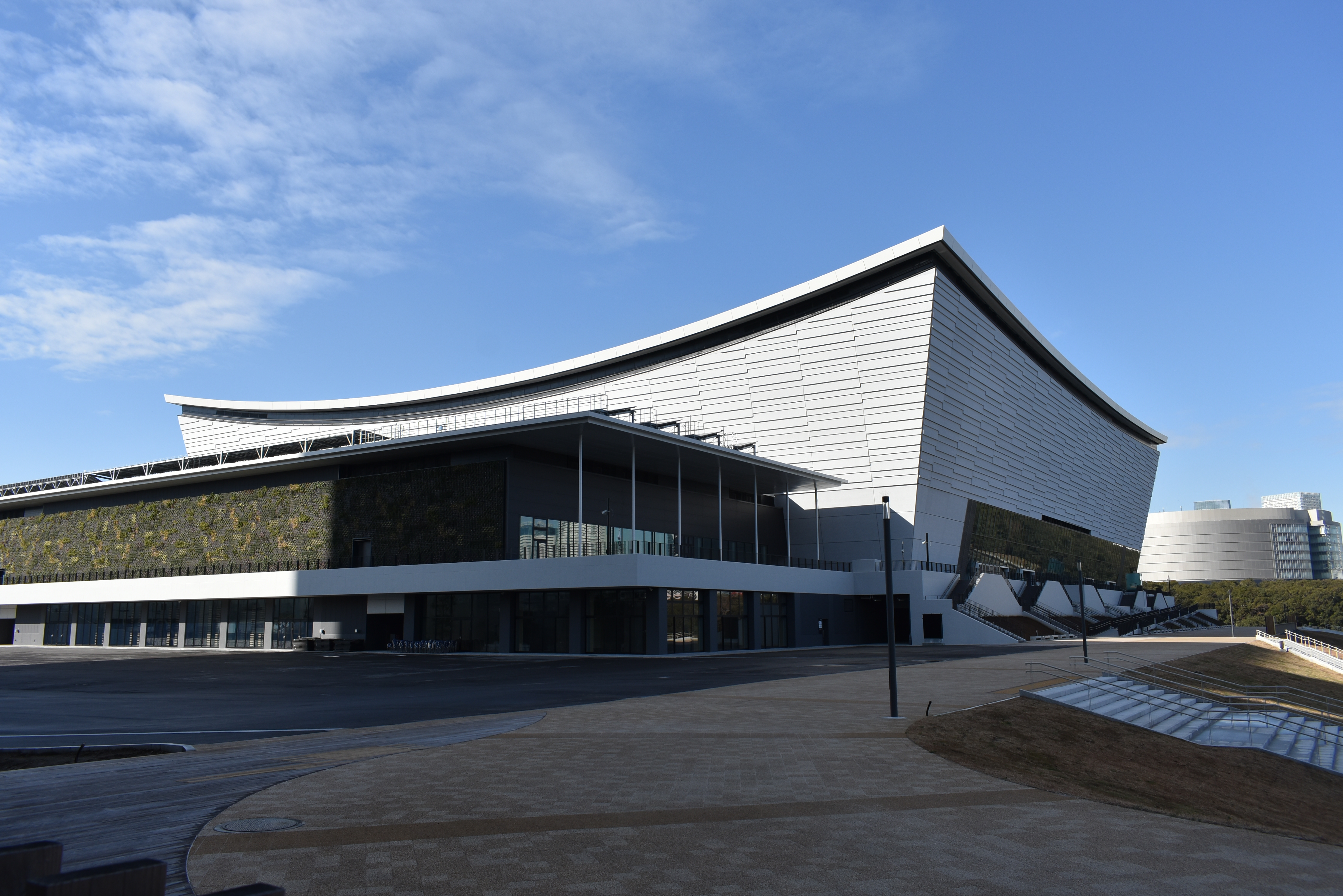
El Ariake Arena, sitio donde se llevó a cabo la primera edición.

El 31 de enero de 2012, la empresa de juegos de cartas, Bushiroad, adquirió por completo New Japan Pro-Wrestling (NJPW) del desarrollador de videojuegos Yuke's. El 17 de octubre de 2019, Bushiroad anunció en una conferencia de prensa que también había adquirido World Wonder Ring Stardom (Stardom) del presidente de la compañía Rossy Ogawa, convirtiendo a Stardom en la promoción hermana de NJPW. Desde Wrestle Kingdom 14, NJPW ha presentado luchas de Stardom en varios de sus eventos. El 6 de junio de 2022, durante la conferencia de prensa del aniversario número 15 de Bushiroad, se anunció que NJPW y Stardom celebrarían su primer evento en conjunto el 20 de noviembre. El presidente de NJPW, Takami Ohbari, reveló que el evento incluiría al menos dos luchas por equipos mixtos y que las luchadoras de Stardom aparecerían en los eventos de NJPW Strong en Estados Unidos. El 29 de julio, NJPW y Stardom anunciaron la creación del Campeonato Femenino de la IWGP, que sería defendido en los eventos de NJPW en Japón y Estados Unidos por luchadoras de Stardom, con la campeona inaugural coronándose en este evento.
El 10 de octubre de 2023, se anunció el segundo evento Historic X-Over durante una conferencia de prensa conjunta de NJPW y Stardom, que se llevaría a cabo en algún momento de 2024.[4] El 23 de abril de 2024, NJPW anunció que adquiriría Stardom, convirtiendo así a Stardom en una subsidiaria de NJPW, con la adquisición completada a fines de junio.[5][6] El 9 de junio, NJPW anunció que Historic X-Over 2 se llevaría a cabo el 17 de noviembre en el Osaka Prefectural Gymnasium.[7]

## Resultados

### 2022
Historic X-Over tuvo lugar el 20 de noviembre de 2022 desde el Ariake Arena en Tokio, Japón.
En paréntesis se indica el tiempo de cada combate:
- Kickoff Match: LA Dojo (Kevin Knight, Gabriel Kidd, Alex Coughlin & Clark Connors) derrotaron a Oskar Leube, Yuto Nakashima, Ryohei Oiwa y Kosei Fujita (9:39).
  - Coughlin cubrió a Leube después de un «DPD».
- Kickoff Match: Mirai ganó la STARDOM Rumble (23:06).
  - Mirai eliminó finalmente a Super Strong STARDOM Machine, ganando la lucha.
  - Las demás participantes fueron: Ami Sourei, Saya Iida, Natsuko Tora, Hanan, Hina, Rina, Hazuki, Koguma, Momo Kohgo, Waka Tsukiyama, Saki Kashima, Ruaka y Miyu Amasaki.
- CHAOS (Tomohiro Ishii, Yoshi-Hashi & YOH) y Lio Rush derrotaron a House of Torture (Evil, Yujiro Takahashi, Dick Togo & SHO) (7:05).
  - Rush cubrió a Togo después de un «3K».
- Queen's Quest (Saya Kamitani, AZM & Lady C) derrotaron a Donna Del Mondo (Thekla, Himeka Arita & Mai Sakurai) (9:09).
  - Kamitami cubrió a Sakurai después de un «Firebird Splash».
- Zack Sabre Jr. y Giulia derrotaron a Tom Lawlor y Syuri (10:29).
  - Sabre cubrió a Lawlor después de un «European Clutch».
- Suzuki-gun (Taichi & Yoshinobu Kanemaru) y meltear (Tam Nakano & Natsupoi) derrotaron a Suzuki-gun (El Desperado & Douki) y Black Desire (Momo Watanabe & Starlight Kid) (12:01).
  - Taichi cubrió a Douki después de un «Black Mephisto».
- Hiroshi Tanahashi y Utami Hayashishita derrotaron a Hirooki Goto y Maika (9:36). 
  - Hayashishita cubrió a Maika después de un «Hijack Bomb».
- United Empire (Kyle Fletcher, Mark Davis, TJP, Francesco Akira & Gideon Grey) derrotaron a Los Ingobernables de Japón (Tetsuya Naito, Shingo Takagi, Sanada, Bushi & Hiromu Takahashi) (9:55).
  - Fletcher cubrió a Bushi después de un «Corealis».
- CHAOS (Kazuchika Okada & Toru Yano) y The Great Muta derrotaron a United Empire (Great-O-Khan, Jeff Cobb & Aaron Henare) (9:48).
  - Okada cubrió a Henare después de un «Rainmaker».
- Will Ospreay derrotó a Shota Umino y retuvo el Campeonato Peso Pesado de los Estados Unidos de la IWGP (23:30).
  - Ospreay cubrió a Umino después de un «Stormbreaker».
  - Después de la lucha, Kenny Omega, mediante un vídeo, retó a Ospreay a una lucha por el título en Wrestle Kingdom 17.
- Kairi derrotó a Mayu Iwatani y ganó el inaugural Campeonato Femenino de la IWGP (25:28).
  - Kairi cubrió a Iwatani después de un «Insane Elbow».
  - Después de la lucha, Tam Nakano desafió a Kairi a una lucha por el título.

### 2024
Historic X-Over II tuvo lugar el 17 de noviembre de 2024 desde el Osaka Prefectural Gymnasium en Osaka, Japón.
En paréntesis se indica el tiempo de cada combate:
- Kickoff Match: Hanako y Aya Sakura derrotaron a Ranna Yagami y Sayaka Kurara (9:57).
  - Hanako cubrió a Kurara después de un «JP Coaster».
- Cosmic Angels (Tam Nakano & Saori Anou) derrotaron a God’s Eye (Syuri & Tomoka Inaba) (10:16).
  - Nakano cubrió a Inaba después de un «Violet Screwdriver».
- Neo Genesis (Mei Seira, AZM & Miyu Amasaki) derrotaron a H.A.T.E. (Konami, Rina & Ruaka) (10:41).
  - AZM cubrió a Rina después de un «Diving Footstomp».
- United Empire (Callum Newman, Jeff Cobb & Francesco Akira) derrotaron a Toru Yano, Boltin Oleg y Tiger Mask IV (8:05).
  - Akira cubrió a Mask IV después de un «Fireball».
- Bullet Club War Dogs (Drilla Moloney & Gabe Kidd) y H.A.T.E. (Natsuko Tora & Saya Kamitani) derrotaron a Hiroshi Tanahashi, Ryusuke Taguchi y wing☆gori (Hanan & Saya Iida) (13:57).
  - Kidd cubrió a Taguchi después de un «Piledriver».
- Great-O-Khan derrotó a Suzu Suzuki en un Intergender Hardcore Match y retuvo el Campeonato KOPW 2024 (21:13).
  - O-Khan cubrió a Suzuki después de un «Eliminator».
- Taichi y Natsupoi derrotaron a Clark Connors y Thekla (22:37).
  - Natsupoi cubrió a Thekla después de un «Fairial Gift».
- Mayu Iwatani derrotó a Momo Watanabe y retuvo el Campeonato Femenino de la IWGP (24:13).
  - Iwatani cubrió a Watanabe después de un «Dragon Suplex Hold».
  - Después de la lucha, AZM desafió a Iwatani a una lucha por el título.
- Zack Sabre Jr. y Maika derrotaron a El Desperado y Starlight Kid (21:23).
  - Maika cubrió a Kid después de un «Michinoku Driver II».